# Vitis (Autriche)
Vitis est une commune autrichienne du district de Waidhofen an der Thaya en Basse-Autriche.

## Géographie
Vitis se situe au nord du district de Waidhofen an der Thaya non loin de la frontière allemande. La superficie est de 55 km2 cependant environ 24 % de la superficie est boisée. L'altitude moyenne est de 530 mètres.

## Histoire
Vitis est mentionné pour la première fois en 1150. Cette petite ville est un fief protestant de la fin du XVIe siècle et jusqu'à la 1re moitié du XVIIe siècle. La ville est connue pour son marché, qui est mentionné dans des textes dès 1462, devient entre le XVIIIe et le XIXe siècle l'un des plus connus des marchés au bois du nord de la région.

## Démographie
|      | Nombre d'habitants |
| 1971 | 2831               |
| 1981 | 2723               |
| 1991 | 2564               |
| 2001 | 2575               |
| 2011 | 2617               |